# Dorothy (cràter)
|  | Aquest article tracta sobre un cràter de Venus. Si cerqueu un cràter de Caront, vegeu «Dorothy (cràter de Caront)». |

Dorothy és un cràter d'impacte en el planeta Venus de 8,4 km de diàmetre. Porta el nom d'un antropònim grec, i el seu nom va ser aprovat per la Unió Astronòmica Internacional el 1997.